# Southern Shores
Southern Shores – miasto w Stanach Zjednoczonych, w stanie Karolina Północna, w hrabstwie Dare.